# Hermes y Cayo
Hermes y Cayo son una pareja de mártires cristianos, venerados como santos por la Iglesia católica.
Sufrieron martirio en Moesia, en la ciudad de Bononia o, menos probablemente, en Ratiaria.
El nombre de Hermes, exorcista de Bononia, aparece ya en un martirologio siríaco del siglo IV; Hermes y Cayo (o Gago), junto con Hageo, se mencionan en el martirologio de Jeronimiano el 4 de enero.
Cesare Baronio, en su martirologio romano, inserta su elogio al 4 de enero y los dice mártires bajo el emperador Maximiano.
Entre los siglos IX y X, fueron adoptados como santos patrones por la ciudad de Bolonia: se decía que eran mártires locales y que sus reliquias se conservaban en Santa Croce.